# Streptococcus oralis
Streptococcus oralis es una especie de bacteria que pertenece al grupo Mitis del género Streptococcus, que es parte a su vez variedad de los Streptococcus viridans. Es un integrante de la microbiota de la boca humana. Se trata de una bacteria oportunista y suele ser una de las que causa la caries. También puede ocasionar endocarditis.
Se han descrito tres subespecies denominadas oralis, tigurinus y dentisani.

## Subespeciedentisani
Streptococcus oralis subsp. dentisani fue descubierta por científicos de la Universidad de Valencia (España) y descrita en 2014 por Camelo Castillo y colaboradores con el nombre de S. dentisani. Se ha sugerido que su presencia natural en la boca, o empleada como probiótico, podría prevenir la aparición de caries, de ahí su nombre. Su posición taxonómica no está clara: mientras que en 2016 fue reclasificada como una subespecie de S. oralis, otro trabajo de 2019 apoya que sea considerada una especie independiente.